# Chirita cyrtocarpa
Chirita cyrtocarpa är en tvåhjärtbladig växtart som beskrevs av Ding Fang och L. Zeng. Chirita cyrtocarpa ingår i släktet Chirita och familjen Gesneriaceae. Inga underarter finns listade i Catalogue of Life.